# Un ragazzo e una ragazza (film 1967)
Un ragazzo e una ragazza (Le grand dadais) è un film del 1967 diretto da Pierre Granier-Deferre, tratto dal romanzo di Bertrand Poirot-Delpech Le Grand Dadais (1958).